# Shelly Bereznyak
Shelly Bereznyak (* 10. Juli 2000) ist eine israelische Tennisspielerin.

## Karriere
Bereznyak begann mit fünf Jahren das Tennisspielen und bevorzugt Hartplätze. Sie spielt bislang vor allem Turniere auf der ITF Women’s World Tennis Tour, wo sie bislang aber noch keinen Titel gewann.
Ihre ersten beiden Matches für die israelische Fed-Cup-Mannschaft bestritt sie 2021, die sie beide auch gewann.
Ihr bislang letztes internationale Turnier spielte Bereznyak im November 2022. Sie wird daher nicht mehr in der Weltrangliste geführt.